# 계 (조직)
계(契)는 한국의 전통 협동조직이다. 계회(契會) 또는 회(會)라고도 부르며, 모임이라는 뜻이다.
계는 "어떤 목적을 수행.달성하기 위하여 구성원들의 자발적인 참여와 약속에 의해 의도적으로 만들어진 조직"으로 알려져 있다.
목적에 따라 결성되는 계는 목적의 숫자만큼 종류도 무척 다양하다. 상호부조계, 친목계, 저축계로 나눌 수 있다. 상례나 혼례처럼 큰일을 치를 때는 많은 일손을 필요로 하는데 이러한 것을 상호부조계라고 한다. 혼인잔치와 환갑잔치에 일손을 제공하는 혼인계와 환갑계, 상례에 필요한 물품을 제공하는 조관계, 마포계, 쌀계, 막걸리계, 소주계 등이 있다. 상호부조계가 집을 단위로 하는 것이라면 친목계는 개인을 중심으로 조직되는 경향이 강하다. 친목계는 순수 친목계와 다른 목적을 띄면서 친목을 다지는 목적지향형 친목계로 나뉜다. 순수 친목계는 친목계, 동갑계, 부부계, 동창계 등이 있고, 목적지향형 친목계는 여행계와 관광계, 보신계, 온천계 등이 있다. 저축계는 쌀계와 돈계가 성행하였으나, 은행 문턱이 낮아지면서 점차 사라지고 있다. 최근에는 투기성이 강한 낙찰계가 유행하고 있다.
'계'는 상고 시대부터 있었으며, 삼국시대와 고려시대에 크게 성행한 불교의 결사조직체인 향도에서도 그 모습을 찾을 수 있다. 사상 · 감정 · 생산 등 생활 양식이 같은 분야에서 성립되어 모든 행사를 공동으로 하는 풍습이 있었다. 이 풍습은 삼국시대, 고려시대를 거쳐 조선시대로 오면서 몇백 년 동안 여러 종류의 계가 조직되어 민중 속에 자리잡았다.
하나의 사회조직으로서 계의 형태·기능을 보는 것은 농촌의 사회와 문화를 이해하는 데 도움이 될 것이다. 계의 성격에는 마을의 성격이 그대로 반영된다고 보는 견해도 있어, 계의 형태와 기능의 변모는 농촌의 사회와 문화의 변질을 보는 데 좋은 지표가 된다. 옛날에는 마을 전체가 계의 성격을 가지고 있었으며, 이러한 계의 성격에는 다분히 지역적 연대와 전통주의 및 도의적인 성격이 농후하였다. 현재에도 한국 농촌에는 동계(洞契)와 종계(宗契)·산림계(山林契)·성황계(城隍契)·혼인계(婚姻契)·회갑계(回甲契)·위친계(爲親契)·상포계(喪布契), 기타 돈계와 오락 친목을 위한 여러 가지 계조직이 있다. 이들 계의 주요 기능은 농민들이 일시에 큰돈을 마련하기가 어렵기 때문에 마을의 큰 행사나 문중행사·부락제·혼인·환갑·초상을 당할 때 계원끼리 물질적으로나 노력으로 상호부조하며 친목을 도모하는 것이다. 물론 계의 형태를 취하지 않더라도 첫돌과 혼인·환갑·장사·제사에는 가까운 친척과 친지, 마을사람들간에 돈과 음식·기념품·노력(勞力) 등을 증여의 형식으로 주고 받는 일이 허다하다. 이러한 협동생활은 도시보다 농촌에서 훨씬 활발하게 행해지고 있으며 그로 인한 공동체의식도 더욱 공고(鞏固)하게 된다.
현대에도 '계'로 이어져 내려오고 있다. '계'가 오늘날까지 지속되고 있는 이유는 크게 3가지이다  첫째, 계의 형평성이다. 모든 계는 평등원리를 바탕으로 조직되어 있으며, 이러한 형평성이야말로 혈연이 아닌 타인과 조직하는 계의 생명력을 지속시키는 커다란 이유로 작용한다. 둘째, 계는 혼자서는 해결하기 어려운 문제를 신속하게 처리해준다. 큰일을 치르거나 어떤 목적을 이루고자 할 때 계를 통해 물질적 도움과 일손을 얻을 수 있다. 셋째, 계를 통해 관계의 탄력성을 얻을 수 있다. 평소 친하게 지내는 사람일지라도 계를 통해 더욱 친해지면서 결속을 다지는 것이다.

## 저축계(순환신용저축)
계계약(契契約)은 민법상 조합 계약이며(민법 703조), 계주(契主) 또는 계장(契長)은 조합의 1인 업무집행조합원으로 인정된다. 계원(契員)은 일반 조합원이다.
조합의 재산은 합유인데,(271조, 704조) 조합의 업무집행조합원이 1인인 경우, 조합재산의 처분행위를 1인이 할 수 있다.(706조 2항) 조합재산의 보전행위는 일반 조합원 1인이 단독으로 할 수 있다.(706조 3항)
계주(契主), 즉 조합의 업무집행자는 조합계약으로 정하지 않은 경우, 조합원 3분의 2이상의 찬성으로 선임한다.(706조 1항) 업무집행자인 조합원은 정당한 사유없이 사임하지 못하며 다른 조합원의 일치가 아니면 해임하지 못한다.(708조) 업무집행자는 조합의 대리인으로 추정된다.(709조)
계원(契員), 즉 조합원은 언제든지 조합의 업무 및 재산상태를 검사할 수 있으며,(710조) 조합계약으로 조합의 존속기간을 정하지 아니하거나 조합원의 종신까지 존속할 것을 정한 경우, 언제든지 임의탈퇴할 수 있다.(716조) 임의탈퇴 이외의 경우로는 사망, 파산, 금치산, 제명으로 탈퇴하게 되며,(717조) 제명은 정당한 사유있는 때에 한하여 다른 조합원의 일치로 결정한다.(718조 1항)

## 같이 보기
- 마이크로크레딧
- 조합 (사법)
- 계회도